# Élections générales tokelauanes de 2023
Les élections générales tokelauanes de 2023 ont lieu le 26 janvier 2023 aux Tokelau.
Tous les candidats se présentent sans étiquette dans le contexte d'une démocratie non partisane.

## Contexte politique
Les Tokelau sont un archipel polynésien sous souveraineté néo-zélandaise et composé de trois atolls, Atafu, Fakaofo et Nukunonu. Le General Fono en est le parlement monocaméral. Un administrateur nommé par la Nouvelle-Zélande dispose en principe d'un droit de véto sur la législation adoptée par le Fono, mais concrètement ce droit n'est jamais exercé. De la même manière, la législation adoptée par le Parlement de Nouvelle-Zélande ne s'applique de fait aux Tokelau qu'en cas d'accord du Fono General,,. 
Il n'existe pas de partis politiques aux Tokelau. Tous les candidats se présentent donc sans étiquette, faisant du territoire une démocratie non partisane.

## Système électoral
Le General Fono est composé de 20 sièges pourvus pour trois ans au vote à second tour instantané dans trois circonscriptions correspondants aux atolls de l'archipel : Atafu, Fakaofo et Nukunonu. Chacun d'entre eux dispose d'un siège, plus un siège supplémentaire par tranche de 100 habitants arrondis à la centaine supérieure. Le total varie ainsi d'un scrutin à l'autre. En 2023, Atafu et Fakaofo disposent alors de sept sièges chacun, et Nukunonu de six sièges, soit un de moins pour Atafu et Nukunonu par rapport à 2020. Dans chaque atoll, un siège de représentants (Taupulega) est réservé aux femmes (Fafine) et un aux hommes (Taulelea). 
Le vote à second tour instantané est utilisé dans l'ensemble des circonscriptions. C'est la première fois que ce système est appliqué dans tout le territoire, Nukunonu ayant jusqu'à présent choisi de ne pas mettre en œuvre la réforme électorale de 2013. Le moins peuplé des trois atolls obtient que les candidats au General Fono puissent aussi se porter candidats aux postes de Maire et de Chef de village, levant ainsi ses réticences à adopter le nouveau système,,.
Chacun des trois villages, correspondant chacun à un atoll, choisit dans le même temps parmi ses choix de représentants un maire (Pulenuku) qui dirige le village et un chef (Faipule) qui le représente à l'extérieur. Ces six élus forment le Conseil permanent du Gouvernement, corps exécutif collégial de l'archipel, dont la présidence est rotative entre les Faipules, qui deviennent Ulu-o-Tokelau, chef du gouvernement et ministre des Affaires étrangères, pour une durée d'un an. Les autres ministères sont répartis entre les membres du conseil permanent, qui restent également représentants et siègent donc au General Fono.

## Résultats
|                          | Atafu                           | Fakaofo                                         | Nukunonu                     |
| ------------------------ | ------------------------------- | ----------------------------------------------- | ---------------------------- |
| Chef de village          | Kelihiano Kalolo                | Esera Fofō Tuisano                              | Alapati Tavite               |
| Maire                    | Nofo Iupati                     | Otinielu Tuumuli                                | Petelo Patelesio             |
| Représentants ordinaires | Lepaio Lua Tiu Faō Tulano Toloa | Kaio Isaako Tuutuuvae Sefo Ateri Taupati Peleni | Falaniko Aloisio Salesio Lui |
| Représentants des hommes | Tepapa Tom Toma                 | Palelei Famatala Sili                           | Savelio Tumua                |
| Représentants des femmes | Latu Kuresa                     | Malia Sugalu Puē                                | Lupe Josephine Lui           |

## Formation du gouvernement
Le nouveau gouvernement prête serment le 13 mars, avec Kelihiano Kalolo comme chef du gouvernement (ulu-o-Tokelau). Ses ministres sont les suivants :
- Kelihiano Kalolo (chef de village d'Atafu) : ulu-o-Tokelau, ministre de la Justice, ministre du Service public, ministre de l'Éducation, ministre du Réchauffement climatique
- Petelo Alapati Tavite (chef de village de Nukunonu) : ministre des Finances, ministre de la Santé
- Nofo Iupati (maire d'Atafu) : ministre du Développement économique et des Ressources naturelles, ministre de l'Environnement
- Esera Tuisano (chef de village de Fakaofo) : ministre de l'Énergie, ministre des Transports
- Petelo Patelesio (maire de Nukunonu) : ministre des Télécommunications
- O'tinielu Tuumuli (maire de Fakaofo) : ministre des Pêcheries.

## Suites
L'année 2026 doit marquer le centième anniversaire de la création de la colonie britannique des Îles Gilbert et Ellice, passée la même année sous contrôle néo-zélandais avant d'être séparée en 1976 entre Kiribati d'une part et Tokelau de l'autre. La coïncidence de cet anniversaire avec le mandat du Fono élu en 2023 amène les autorités à envisager la remise en cause du statut du territoire. Comme en 2006 et 2007, les Tokelauans pourraient être amenés à voter sur le passage à un statut d'État associé.